# جان ماري مولر
جان ماري مولِّر (بالفرنسية: Jean-Marie Muller) (21 أكتوبر 1939 فيزول، فرنسا - 18 ديسمبر 2021) فيلسوف فرنسي لاعنفي مختص بفكر غاندي.
وهو مدير الدراسات في معهد البحث عن حل لاعنفي، وعضو مؤسس للحركة من أجل بديل لا عنفي، وعضو لجنة رعاية التنسيق الفرنسي من أجل عقد ثقافة السلام واللاعنف. كما يدعم صندوق التبرعات اللاعنف في القرن الواحد والعشرين، وذلك منذ تأسيسه.
متزوج وله ولدان.
عمل أستاذاً للفلسفة حتى عام 1970. ترك بعد ذلك التدريسَ ليتفرَّغَ كلياً للبحث حول اللاعنف.
في عام 1983، طلب منه وزيرُ الدفاع الفرنسي إعدادَ دراسة حول الدفاع المدني اللاعنفي. فأجرى هذه الدراسة بالتعاون مع كريستيان مولون وجاك سيملان ونشرها عام 1985 بعنوان: «الردع المدني».
في عام 1967، عندما كان ضابط احتياط، طلبَ أنْ يستفيدَ من الوضع القانوني لمعترضي الضمير (الاعتراض الضميري أو اعتراض الضمير معارضو الخدمة العسكرية وهو رفض أداء الخدمة العسكرية، أي رفض حمل السلاح لأسباب ضميرية تتعلق بعدم قبول قتل الآخر أياً كان وباحترام حقه في الحياة). ولكن اللجنة القضائية رفضت طلبَه.
وفي يوم 8 يناير عام 1969، مثل أمام محكمة الجنايات في مدينة أورليان فحكمت عليه بالسجن لمدة ثلاثة أشهر مع وقف التنفيذ وغرامة مقدارها ألف فرنك وخمس سنوات من الحرمان من حقوقه المدنية.
يُعتبَر جان ماري مولِّر صديقاً للمنطقة العربية ومدافعاً عن قضاياها. وقد زار الأردن ولبنان وسوريا لإلقاء محاضرات نظرية وعملية. حيث ألقى عام 2008 محاضرةً في المركز الثقافي الفرنسي CCF بدمشق ووقَّع بعد المحاضرة ترجمةَ كتابه قاموس اللاعنف (Dictionnaire de la non-violence) والذي قام بترجمته محمد علي عبد الجليل ونشرتْه الهيئة اللبنانية للحقوق المدنية في بيروت ودارُ معابر (مجلة) للنشر بدمشق بالتعاون مع منظمة نوڤــا (NOVA) الإسبانية غير الحكومية. كما ألقى أثناء زيارته إلى سوريا عام 2008 محاضرة في السفارة الفرنسية بدمشق.

## مؤلفاته
- إنجيل اللاعنف.
- تحدِّي اللاعنف.
- إستراتيجية العمل اللاعنفي (نقله إلى العربية ماري طوق وأصدرته حركة حقوق الناس).
- اللاعنف في التربية، الذي صدر عام 2002 عن اليونسكو، بتقديم كويشيرو ماتسورا المدير العام لليونسكو. وصدرت الترجمةُ العربية عن دار معابر (مجلة) للنشر بدمشق بترجمة محمد علي عبد الجليل.
- قاموس اللاعنف (Dictionnaire de la non-violence) عام 2005 والذي قام بنقله إلى العربية الكاتب والمترجم محمد علي عبد الجليل ومن مراجعة ديمتري افييرينوس ونشرتْه الهيئة اللبنانية للحقوق المدنية في بيروت ودارُ معابر (مجلة) للنشر بدمشق بالتعاون مع منظمة نوڤــا (NOVA) الإسبانية.
- مفردات اللاعنف.
- غاندي المتمرد. ملحمة مسيرة الملح.
- شجاعة اللاعنف